# Hokke-shū
Hokke-shū (jap. 法華宗) bedeutet ‚Lotos-Schule‘ und bezeichnet auf dem Lotos-Sutra basierende Schulen des Buddhismus in Japan, d. h. die Tendai-shū (天台法華宗, Tendai Hokke-shū), sowie die Schulen des Nichiren-Buddhismus (日蓮法華宗, Nichiren Hokke-shū). Im Speziellen bezeichnet der Begriff auch innerhalb des Nichiren-Buddhismus die Strömungen Honmon-ryū (本門流), Shinmon-ryū (真門流) und Jinmon-ryū (陣門流).
Buddhistische Schulen wie die Kempon Hokke-shū oder Honmon Hokke-shū oder auch die Laienorganisation der Nichiren-Shōshū, die Hokkekō, tragen diese Bezeichnung in ihrem Namen. Diese Bezeichnung ist somit nicht als subsidiär mit der Nichiren-shū (Nichiren-Schule) zu verstehen.